# Johann Heinrich Grischow
Johann Heinrich Grischow (* 1678 in Osterode am Fallstein; † 6. November 1754  in Halle (Saale)) war ein deutscher Theologe und Übersetzer theologischer Werke.

## Leben
Ab 1699 studierte Johann Heinrich Grischow Theologie an der Universität Halle. Zu seinen Lehrern gehörte August Hermann Francke. Nach Beendigung seiner Studien kam er 1710 als Inspektor an die eben von Baron von Canstein gegründete Bibelanstalt des Waisenhauses in Halle. Der in Sprachen versierte Theologe leitete die junge und aufsprießende Anstalt ab 1712 erfolgreich bis zu seinem Tod. Unter seiner besonderen Aufsicht wurden im Offizin u. a. gedruckt: 1721 ein Haus- und Kirchenbuch in estnischer Sprache, 1722 eine böhmische (slawonische) und eine polnische Bibel, ferner eine Bibel in russischer Sprache. Eine Zeitlang war Grischow auch Inspektor zur Führung der Rechnungen der Schüler an der Lateinschule.

## Schriften
Grischow ist insbesondere als Übersetzer theologischer Schriften hervorgetreten. Er übersetzte folgende Schriften aus dem Deutschen in das Lateinische:
- von Philipp Jacob Spener:
  - Liber de natura et gratia, Frankfurt 1715
- von August Hermann Francke:
  - Idea studiosi theologiae et monita pastoralia, Halle 1723
  - Christus S. Scripturae nucleus, Halle 1724
  - De gratia et veritate, Halle 1733
  - Epistola ad amicum de ratione concionandi oder vom vertraulichen Predigen, Halle 1739
- von Johann Anastasius Freylinghausen:
  - Fundamenta theologiae christianae, Halle 1734
  - Compendium universae doctrinae christianae, Halle 1734
  - Commentat. passionis et mortis Jesu Christi, Halle 1734
- von Johann Daniel Herrnschmidt:
  - Vita D. Martini, Halle 1742
  - Magna praerogativa ecclesiae evangel. prae romano-catholica, Halle 1742
- von Johann Liborius Zimmermann:
  - Commentatio de eminentia cognitionis Jesu Christi, Halle 1749

Aus dem Englischen übersetzte er ins Lateinische:
- von Joseph Bingham:
  - Origenes sive antiquitates ecclesiasticae, 10 Bände, Halle 1724–29
  - Dissertationes IV in origines eccles. Acced., ad supplenda auctoris, quae exstant, opera, sermo de misericordia Dei erga peccatores resipiscentes, Halle 1738

Aus dem Englischen übersetzte er ins Deutsche:
- von Thomas Green:
  - Betrachtungen über die letzten vier Dinge, Halle 1736
- von Isaac Watts:
  - Versöhnungsopfer Christi, Halle 1737

Aus dem Lateinischen übersetzte er ins Deutsche:
- von Anton Wilhelm Böhme:
  - Geistreiche Gebete, Altona 1731

Grischow schrieb auch eine griechische Grammatik zum Gebrauch in den Schulen der Franckeschen Stiftungen unter dem Titel: Grammatica graeca Hallensis (Halle 1740). Als selbständiges Werk erschien von ihm: Verzeichnis der bekannt gewordenen Verfasser der Lieder, so in den beiden Teilen des Freylinghausischen Gesangsbuchs in länglich 12. befindlich sind (Halle 1738). Diese Ausgabe wurde in nur wenigen Exemplaren abgezogen. Das Werk erschien daher später nochmals im Buchhandel unter dem Titel Kurzgefasste Nachricht von älteren und neueren Liederverfassern. Anfangs von J. H. Grischow in Druck erteilet, nunmehro aber verbessert und vermehrter herausgegeben von J. G. Kirchner, Archi-Diaconus zu Halle (Halle 1771).